# Meranges
Meranges település Spanyolországban, Girona tartományban. Meranges Ger, Bellver de Cerdanya, Lles de Cerdanya és Porta községekkel határos. Lakosainak száma 112 fő (2024).

## Népesség
A település népessége az elmúlt években az alábbi módon változott:
| Lakosok száma | 154  | 338  | 172  | 132  | 64   | 85   | 93   | 94   | 104  | 112  |
|               | 1717 | 1887 | 1936 | 1960 | 1986 | 2004 | 2009 | 2014 | 2019 | 2024 |